# Конвой № 3201 (грудень 43)
Конвой № 3201 — японський конвой часів Другої світової війни, проведення якого відбувалось у грудні 1943 року.
Пунктом призначення конвою був атол Трук (Чуук) у центральній частині Каролінських островів, де ще до війни створили потужну базу японського ВМФ, з якої до лютого 1944 року провадились операції у цілому ряді архіпелагів. Вихідним пунктом став розташований у Токійській затоці порт Йокосука (саме звідси традиційно вирушала більшість конвоїв на Трук).
До складу конвою увійшли транспорти «Хійосі-Мару» (Hiyoshi Maru) та «Гошу-Мару», а охорону забезпечував есмінець «Інадзума».
Загін вийшов із порту 1 грудня 1943 року. Його маршрут пролягав через кілька традиційних районів патрулювання американських підводних човнів і в ніч на 4 грудня в районі за 500 км на північний схід від островів Оґасавара підводний човен USS Gunnel торпедував та потопив «Хійосі-Мару». Загинуло 38 членів екіпажу, тоді як вцілілих підібрав «Інадзума».
Подальший шлях конвою пройшов без втрат, і 10 грудня він прибув на Трук.